# Supertaça Cândido de Oliveira
A Supertaça Cândido de Oliveira (Supertaça Cândido de Oliveira Betano por razões de patrocínio), também conhecida como Supertaça de Portugal ou apenas Supertaça, é uma competição que desde 1979 se disputa todos os anos entre o campeão nacional de futebol (vencedor da Primeira Liga) e o vencedor da Taça de Portugal. No caso de o mesmo clube vencer o campeonato e a Taça de Portugal (dobradinha) disputa-se a Supertaça entre o campeão nacional e o finalista vencido da Taça de Portugal.
Apesar de os participantes serem os vencedores do Campeonato e da Supertaça da época anterior, o troféu é vinculado à temporada subsequente.
Organizada pela Federação Portuguesa de Futebol, a prova tem a designação oficial de Supertaça Cândido de Oliveira, em homenagem a Cândido de Oliveira, jogador, treinador e jornalista português. A edição inaugural de 1979 foi ganha pelo Boavista após vitória sobre o FC Porto por 2–1.
O atual detentor do troféu é o SL Benfica, que na edição de 2025 venceu o Sporting por 1-0, conquistando assim a sua 10.ª Supertaça (9ª oficial).

## História

### Taça Império

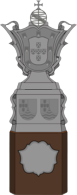
Troféu da Taça Império (1944).

Na inauguração do Estádio Nacional, em 10 de junho de 1944, foi realizado um jogo entre o Sporting, campeão nacional da época 1943-44, e o Benfica, vencedor da Taça de Portugal de 1943-44, estando em disputa a Taça Império, instituída pela Federação Portuguesa de Futebol e futura Supertaça, e a Taça Estádio, oferecida pelo Governo enquanto representante do Estado Português (proprietário do Estádio Nacional). O Sporting venceu o Benfica por 3-2, após prolongamento, ganhando os dois troféus.
Ao contrário da Taça Estádio (cuja edição era exclusiva da inauguração do Estádio Nacional), estava inicialmente previsto que a Taça Império (não confundir com Taça do Império que foi a primeira encarnação da Taça de Portugal), fosse disputada anualmente a partir dessa época, mas foi cancelada por falta de interesse dos clubes.

### Taça de Ouro da Imprensa
Na época 1963–64 a Casa da Imprensa instituiu um troféu, designado de Taça de Ouro da Imprensa, para ser disputado entre o Benfica, campeão nacional, e o Sporting, vencedor da Taça de Portugal. O Benfica venceu o Sporting por 5-0, ganhando a única edição da prova.

### Supertaça

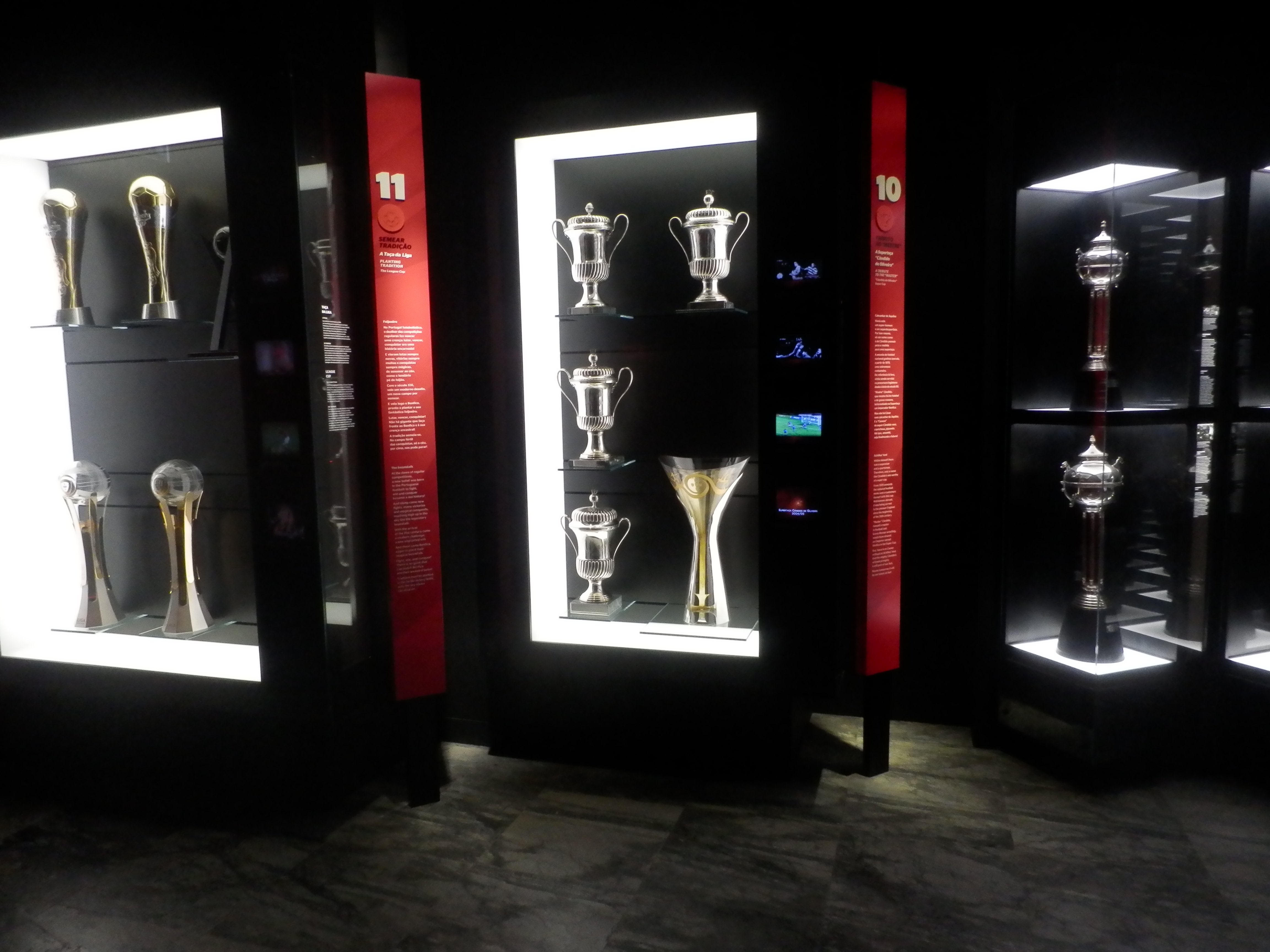
Taças atribuídas até 2012 e nova Taça (em baixo).

A Supertaça Portuguesa, nome sob o qual se disputaram as duas primeiras edições, começou em 1979, sendo disputada entre o FC Porto (campeão nacional) e o Boavista (vencedor da Taça de Portugal); o troféu foi conquistado pelo Boavista com o resultado de 2–1. No ano seguinte voltou a realizar-se, desta vez confrontando-se Sporting (campeão nacional) e o Benfica (vencedor da Taça de Portugal), tendo o Benfica ganho no conjunto das duas mãos por 2-1 e 2-2.
As duas primeiras edições são consideradas oficiosas, mas constam igualmente no quadro de vencedores da prova no site da FPF.

Antigo logotipo da prova utilizado entre as edições de 2014 e 2024 (em 2013 foi utilizado um logotipo idêntico onde apenas a fonte tipográfica utilizada era outra).

As novas regras instituídas em 1980 ditaram que seriam realizados dois jogos e que ganharia a Supertaça o clube que conseguisse o melhor resultado no conjunto das duas mãos, não diferenciando os golos marcados fora dos golos marcados em casa. Caso se verificasse um empate seria realizado um terceiro jogo em campo neutro. Esta situação aconteceu por seis vezes (1984, 1991, 1993, 1994, 1995 e 2000), sendo que, na edição de 1984, o desempate foi também realizado em duas mãos, num total de quatro jogos disputados.
Tendo em consideração um contínuo desinteresse pela prova e de modo a se conseguir a redução de jogos por época, a Federação decidiu que a partir de 2001 apenas se disputaria um jogo para a atribuição do troféu, realizando-se este num campo neutro escolhido pela própria.
Entre 2015 e 2024 o patrocinador principal era a Vodafone sendo assim a nome oficial da prova entre esses anos era Supertaça Cândido de Oliveira Vodafone. O atual patrocinador é a Betano.

## Troféu
Até 2012 foi entregue ao vencedor da Supertaça um troféu em prata encimado pelo símbolo da Federação.
A partir de 2013 foi criado um novo troféu, composto essencialmente por duas peças ligadas unicamente por um cristal.

Troféu desde 2013

## Vencedores
| Vencedores da Supertaça |                      |                      |                      |
| Época                   | Vencedor             | Capitão              | Treinador            |
| 1979–80                 | Boavista             | Manuel Barbosa       | Mário Lino           |
| 1980–81                 | Benfica              | Manuel Bento         | Lajos Baróti         |
| 1981–82                 | FC Porto             | Carlos Simões        | Hermann Stessl       |
| 1982–83                 | Sporting             | Manuel Fernandes     | António Oliveira     |
| 1983–84                 | FC Porto (2)         | António Lima Pereira | António Morais       |
| 1984–85                 | FC Porto (3)         | Fernando Gomes       | Artur Jorge          |
| 1985–86                 | Benfica (2)          | Shéu                 | John Mortimore       |
| 1986–87                 | FC Porto (4)         | Fernando Gomes       | Artur Jorge          |
| 1987–88                 | Sporting (2)         | Virgílio Lopes       | Keith Burkinshaw     |
| 1988–89                 | Vitória de Guimarães | Nando                | Geninho              |
| 1989–90                 | Benfica (3)          | António Veloso       | Sven-Göran Eriksson  |
| 1990–91                 | FC Porto (5)         | João Pinto           | Artur Jorge          |
| 1991–92                 | FC Porto (6)         | António André        | Carlos Alberto Silva |
| 1992–93                 | Boavista (2)         | Paulo Sousa          | Manuel José          |
| 1993–94                 | FC Porto (7)         | João Pinto           | Bobby Robson         |
| 1994–95                 | FC Porto (8)         | João Pinto           | Bobby Robson         |
| 1995–96                 | Sporting (3)         | Oceano               | Octávio Machado      |
| 1996–97                 | FC Porto (9)         | Jorge Costa          | António Oliveira     |
| 1997–98                 | Boavista (3)         | Paulo Sousa          | Mário Reis           |
| 1998–99                 | FC Porto (10)        | Aloísio              | Fernando Santos      |
| 1999–00                 | FC Porto (11)        | Jorge Costa          | Fernando Santos      |
| 2000–01                 | Sporting (4)         | Pedro Barbosa        | Manuel Fernandes     |
| 2001–02                 | FC Porto (12)        | Jorge Costa          | Octávio Machado      |
| 2002–03                 | Sporting (5)         | Paulo Bento          | Laszlo Boloni        |
| 2003–04                 | FC Porto (13)        | Vítor Baía           | José Mourinho        |
| 2004–05                 | FC Porto (14)        | Vítor Baía           | Víctor Fernández     |
| 2005–06                 | Benfica (4)          | Luisão               | Ronald Koeman        |
| 2006–07                 | FC Porto (15)        | Vítor Baía           | Rui Barros           |
| 2007–08                 | Sporting (6)         | João Moutinho        | Paulo Bento          |
| 2008–09                 | Sporting (7)         | João Moutinho        | Paulo Bento          |
| 2009–10                 | FC Porto (16)        | Bruno Alves          | Jesualdo Ferreira    |
| 2010–11                 | FC Porto (17)        | Helton               | André Villas-Boas    |
| 2011–12                 | FC Porto (18)        | Helton               | Vítor Pereira        |
| 2012–13                 | FC Porto (19)        | Lucho González       | Vítor Pereira        |
| 2013–14                 | FC Porto (20)        | Lucho González       | Paulo Fonseca        |
| 2014–15                 | Benfica (5)          | Luisão               | Jorge Jesus          |
| 2015–16                 | Sporting (8)         | Adrien Silva         | Jorge Jesus          |
| 2016–17                 | Benfica (6)          | Luisão               | Rui Vitória          |
| 2017–18                 | Benfica (7)          | Luisão               | Rui Vitória          |
| 2018-19                 | FC Porto (21)        | Héctor Herrera       | Sérgio Conceição     |
| 2019–20                 | Benfica (8)          | Jardel               | Bruno Lage           |
| 2020–21                 | FC Porto (22)        | Pepe                 | Sérgio Conceição     |
| 2021–22                 | Sporting (9)         | Sebastián Coates     | Rúben Amorim         |
| 2022-23                 | FC Porto (23)        | Pepe                 | Sérgio Conceição     |
| 2023-24                 | Benfica (9)          | Nicolás Otamendi     | Roger Schmidt        |
| 2024-25                 | FC Porto (24)        | Diogo Costa          | Vítor Bruno          |
| 2025-26                 | Benfica (10)         | Nicolás Otamendi     | Bruno Lage           |

## Edições
| Prova disputada em jogo único |                  |                   |                       |                                  |                                  |                                  |
| Ano                           | Campeão nacional | Res.              | Vencedor da Taça      | Local                            | Local                            | Local                            |
| 1979                          | FC Porto         | 1 – 2             | Boavista              | Estádio das Antas, Porto         | Estádio das Antas, Porto         | Estádio das Antas, Porto         |
| Prova disputada a duas mãos   |                  |                   |                       |                                  |                                  |                                  |
| Ano                           | Campeão nacional | Res.              | Vencedor da Taça      | 1.ª Mão                          | 2.ª Mão                          | Desempate                        |
| 1980                          | Sporting         | 3 – 4             | Benfica               | 2 – 2                            | 1 – 2                            |                                  |
| 1981                          | Benfica          | 3 – 4             | FC Porto*             | 2 – 0                            | 1 – 4                            |                                  |
| 1982                          | Sporting         | 7 – 3             | SC Braga*             | 1 – 2                            | 6 – 1                            |                                  |
| 1983                          | Benfica          | 1 – 2             | FC Porto*             | 0 – 0                            | 1 – 2                            |                                  |
| 1984                          | Benfica          | 1 – 5             | FC Porto              | 1 – 0                            | 0 – 1                            | 0 – 3 / 0 – 1                    |
| 1985                          | FC Porto         | 0 – 1             | Benfica               | 0 – 1                            | 0 – 0                            |                                  |
| 1986                          | FC Porto         | 5 – 3             | Benfica               | 1 – 1                            | 4 – 2                            |                                  |
| 1987                          | Benfica          | 0 – 4             | Sporting*             | 0 – 3                            | 0 – 1                            |                                  |
| 1988                          | FC Porto         | 0 – 2             | Vitória de Guimarães* | 0 – 2                            | 0 – 0                            |                                  |
| 1989                          | Benfica          | 4 – 0             | Belenenses            | 2 – 0                            | 2 – 0                            |                                  |
| 1990                          | FC Porto         | 4 – 2             | Estrela da Amadora    | 1 – 2                            | 3 – 0                            |                                  |
| 1991                          | Benfica          | 3 – 3             | FC Porto              | 2 – 1                            | 0 – 1                            | 1 – 1 (3–4 gp)                   |
| 1992                          | FC Porto         | 3 – 4             | Boavista              | 1 – 2                            | 2 – 2                            |                                  |
| 1993                          | FC Porto         | 3 – 3             | Benfica               | 0 – 1                            | 1 – 0                            | 2 – 2 (4–3 gp)                   |
| 1994                          | Benfica          | 1 – 2             | FC Porto              | 1 – 1                            | 0 – 0                            | 0 – 1                            |
| 1995                          | FC Porto         | 2 – 5             | Sporting              | 0 – 0                            | 2 – 2                            | 0 – 3                            |
| 1996                          | FC Porto         | 6 – 0             | Benfica               | 1 – 0                            | 5 – 0                            |                                  |
| 1997                          | FC Porto         | 1 – 2             | Boavista              | 0 – 2                            | 1 – 0                            |                                  |
| 1998                          | FC Porto         | 2 – 1             | SC Braga*             | 1 – 0                            | 1 – 1                            |                                  |
| 1999                          | FC Porto         | 5 – 2             | Beira-Mar             | 2 – 1                            | 3 – 1                            |                                  |
| 2000                          | Sporting         | 2 – 1             | FC Porto              | 1 – 1                            | 0 – 0                            | 1 – 0                            |
| Prova disputada em jogo único |                  |                   |                       |                                  |                                  |                                  |
| Ano                           | Campeão nacional | Res.              | Vencedor da Taça      | Local                            | Local                            | Local                            |
| 2001                          | Boavista         | 0 – 1             | FC Porto              | Estádio dos Arcos, Vila do Conde | Estádio dos Arcos, Vila do Conde | Estádio dos Arcos, Vila do Conde |
| 2002                          | Sporting         | 5 – 1             | Leixões*              | Estádio do Bonfim, Setúbal       | Estádio do Bonfim, Setúbal       | Estádio do Bonfim, Setúbal       |
| 2003                          | FC Porto         | 1 – 0             | União de Leiria*      | Estádio D. Afonso Henriques      | Estádio D. Afonso Henriques      | Estádio D. Afonso Henriques      |
| 2004                          | FC Porto         | 1 – 0             | Benfica               | Estádio Cidade de Coimbra        | Estádio Cidade de Coimbra        | Estádio Cidade de Coimbra        |
| 2005                          | Benfica          | 1 – 0             | Vitória de Setúbal    | Estádio do Algarve               | Estádio do Algarve               | Estádio do Algarve               |
| 2006                          | FC Porto         | 3 – 0             | Vitória de Setúbal*   | Estádio Dr. Magalhães Pessoa     | Estádio Dr. Magalhães Pessoa     | Estádio Dr. Magalhães Pessoa     |
| 2007                          | FC Porto         | 0 – 1             | Sporting              | Estádio Dr. Magalhães Pessoa     | Estádio Dr. Magalhães Pessoa     | Estádio Dr. Magalhães Pessoa     |
| 2008                          | FC Porto         | 0 – 2             | Sporting              | Estádio do Algarve               | Estádio do Algarve               | Estádio do Algarve               |
| 2009                          | FC Porto         | 2 – 0             | Paços de Ferreira*    | Estádio Municipal de Aveiro      | Estádio Municipal de Aveiro      | Estádio Municipal de Aveiro      |
| 2010                          | Benfica          | 0 – 2             | FC Porto              | Estádio Municipal de Aveiro      | Estádio Municipal de Aveiro      | Estádio Municipal de Aveiro      |
| 2011                          | FC Porto         | 2 – 1             | Vitória de Guimarães* | Estádio Municipal de Aveiro      | Estádio Municipal de Aveiro      | Estádio Municipal de Aveiro      |
| 2012                          | FC Porto         | 1 – 0             | Académica             | Estádio Municipal de Aveiro      | Estádio Municipal de Aveiro      | Estádio Municipal de Aveiro      |
| 2013                          | FC Porto         | 3 – 0             | Vitória de Guimarães  | Estádio Municipal de Aveiro      | Estádio Municipal de Aveiro      | Estádio Municipal de Aveiro      |
| 2014                          | Benfica          | 0 – 0 ap (3–2 gp) | Rio Ave*              | Estádio Municipal de Aveiro      | Estádio Municipal de Aveiro      | Estádio Municipal de Aveiro      |
| 2015                          | Benfica          | 0 – 1             | Sporting              | Estádio do Algarve               | Estádio do Algarve               | Estádio do Algarve               |
| 2016                          | Benfica          | 3 – 0             | SC Braga              | Estádio Municipal de Aveiro      | Estádio Municipal de Aveiro      | Estádio Municipal de Aveiro      |
| 2017                          | Benfica          | 3 – 1             | Vitória de Guimarães* | Estádio Municipal de Aveiro      | Estádio Municipal de Aveiro      | Estádio Municipal de Aveiro      |
| 2018                          | FC Porto         | 3 – 1             | Desportivo das Aves   | Estádio Municipal de Aveiro      | Estádio Municipal de Aveiro      | Estádio Municipal de Aveiro      |
| 2019                          | Benfica          | 5 – 0             | Sporting              | Estádio do Algarve               | Estádio do Algarve               | Estádio do Algarve               |
| 2020                          | FC Porto         | 2 – 0             | Benfica*              | Estádio Municipal de Aveiro      | Estádio Municipal de Aveiro      | Estádio Municipal de Aveiro      |
| 2021                          | Sporting         | 2 – 1             | SC Braga              | Estádio Municipal de Aveiro      | Estádio Municipal de Aveiro      | Estádio Municipal de Aveiro      |
| 2022                          | FC Porto         | 3 – 0             | Tondela*              | Estádio Municipal de Aveiro      | Estádio Municipal de Aveiro      | Estádio Municipal de Aveiro      |
| 2023                          | Benfica          | 2 – 0             | FC Porto              | Estádio Municipal de Aveiro      | Estádio Municipal de Aveiro      | Estádio Municipal de Aveiro      |
| 2024                          | Sporting         | 3 – 4             | FC Porto              | Estádio Municipal de Aveiro      | Estádio Municipal de Aveiro      | Estádio Municipal de Aveiro      |
| 2025                          | Sporting         | 0 – 1             | Benfica*              | Estádio Algarve                  | Estádio Algarve                  | Estádio Algarve                  |

| Legenda                                                                    |
| Vencedor da Supertaça                                                      |
| * Finalista da Taça de Portugal (campeão nacional conquistou a dobradinha) |

## Palmarés
Um total de cinco clubes venceram a Supertaça.
| Nº | Clube                | Troféus | Finalista | Anos dos troféus | Anos dos vices                                                               |
| -- | -------------------- | ------- | --------- | --- | ---------------------------------------------------------------------------- |
| 1º | FC Porto             | 24      | 10        | 1981, 1983, 1984, 1986, 1990, 1991, 1993, 1994, 1996, 1998, 1999, 2001, 2003, 2004, 2006, 2009, 2010, 2011, 2012, 2013, 2018, 2020, 2022, 2024 | 1979, 1985, 1988, 1992, 1995, 1997, 2000, 2007, 2008, 2023                   |
| 2º | Benfica              | 10      | 13        | 1980, 1985, 1989, 2005, 2014, 2016, 2017, 2019, 2023, 2025                                                                                     | 1981, 1983, 1984, 1986, 1987, 1991, 1993, 1994, 1996, 2004, 2010, 2015, 2020 |
| 3º | Sporting             | 9       | 4         | 1982, 1987, 1995, 2000, 2002, 2007, 2008, 2015, 2021                                                                                           | 1980, 2019, 2024, 2025                                                       |
| 4º | Boavista             | 3       | 1         | 1979, 1992, 1997 | 2001                                                                         |
| 5º | Vitória de Guimarães | 1       | 3         | 1988 | 2011, 2013, 2017                                                             |
| 6º | SC Braga             | -       | 4         | | 1982, 1998, 2016, 2021                                                       |
| 7º | Vitória de Setúbal   | -       | 2         | | 2005, 2006                                                                   |
| 8º | Belenenses           | -       | 1         | | 1989                                                                         |
| -  | Estrela da Amadora   | -       | 1         | | 1990                                                                         |
| -  | Beira-Mar            | -       | 1         | | 1999                                                                         |
| -  | Leixões              | -       | 1         | | 2002                                                                         |
| -  | União de Leiria      | -       | 1         | | 2003                                                                         |
| -  | Paços de Ferreira    | -       | 1         | | 2009                                                                         |
| -  | Académica            | -       | 1         | | 2012                                                                         |
| -  | Rio Ave              | -       | 1         | | 2014                                                                         |
| -  | Desportivo das Aves  | -       | 1         | | 2018                                                                         |
| -  | Tondela              | -       | 1         | | 2022                                                                         |

## Quadro de Honra

### Vitórias Consecutivas
Até ao momento três clubes conseguiram vitórias consecutivas na Supertaça.
| Nº | Clube    | Pentas | Tetras | Tris | Bis |
| -- | -------- | ------ | ------ | ---- | --- |
| 1º | FC Porto | 1      | 1      | 1    | 6   |
| 2º | Sporting | –      | –      | –    | 1   |
| -  | Benfica  | –      | –      | –    | 1   |

### Treinadores
Desde a sua criação venceram a Supertaça um total de 33 treinadores.
| Nº  | Treinador            | Títulos | Clube                      |
| --- | -------------------- | ------- | -------------------------- |
| 1º  | Artur Jorge          | 3       | FC Porto (3)               |
| -   | Sérgio Conceição     | 3       | FC Porto (3)               |
| 3º  | Bobby Robson         | 2       | FC Porto (2)               |
| -   | António Oliveira     | 2       | Sporting (1), FC Porto (1) |
| -   | Fernando Santos      | 2       | FC Porto (2)               |
| -   | Octávio Machado      | 2       | Sporting (1), FC Porto (1) |
| -   | Paulo Bento          | 2       | Sporting (2)               |
| -   | Vítor Pereira        | 2       | FC Porto (2)               |
| -   | Jorge Jesus          | 2       | Benfica (1), Sporting (1)  |
| -   | Rui Vitória          | 2       | Benfica (2)                |
| -   | Bruno Lage           | 2       | Benfica (2)                |
| 11º | Mário Lino           | 1       | Boavista                   |
| -   | Lajos Baróti         | 1       | Benfica                    |
| -   | Hermann Stessl       | 1       | FC Porto                   |
| -   | John Mortimore       | 1       | Benfica                    |
| -   | Keith Burkinshaw     | 1       | Sporting                   |
| -   | Geninho              | 1       | Vitória de Guimarães       |
| -   | Sven-Göran Eriksson  | 1       | Benfica                    |
| -   | Carlos Alberto Silva | 1       | FC Porto                   |
| -   | Manuel José          | 1       | Boavista                   |
| -   | Mário Reis           | 1       | Boavista                   |
| -   | Manuel Fernandes     | 1       | Sporting                   |
| -   | Laszlo Boloni        | 1       | Sporting                   |
| -   | José Mourinho        | 1       | FC Porto                   |
| -   | Víctor Fernández     | 1       | FC Porto                   |
| -   | Ronald Koeman        | 1       | Benfica                    |
| -   | Rui Barros           | 1       | FC Porto                   |
| -   | Jesualdo Ferreira    | 1       | FC Porto                   |
| -   | André Villas-Boas    | 1       | FC Porto                   |
| -   | Paulo Fonseca        | 1       | FC Porto                   |
| -   | Rúben Amorim         | 1       | Sporting                   |
| -   | Roger Schmidt        | 1       | Benfica                    |
| -   | Vítor Bruno          | 1       | FC Porto                   |

### Associações de futebol
Até ao momento três associações de futebol têm clubes filiados como vencedores da Supertaça.
| Associação | Títulos | Clubes                      |
| ---------- | ------- | --------------------------- |
| AF Porto   | 27      | FC Porto (24), Boavista (3) |
| AF Lisboa  | 19      | Benfica (10), Sporting (9)  |
| AF Braga   | 1       | Vitória de Guimarães (1)    |

## Recordes
- Com 24 supertaças conquistadas o FC Porto é o clube com o recorde de troféus vencidos na prova.
- Com 34 edições disputadas o FC Porto é o clube com o recorde de participações na prova.
- Em 1982 o Sporting venceu o SC Braga por 7–3 (em agregado), na final com mais golos (10 no total) com a Supertaça disputada a duas mãos.
- Em 1982 e 1996, foram registadas as mãos mais desniveladas com a Supertaça disputada a duas mãos, com o Sporting vencendo o SC Braga por 6-1 e o FC Porto vencendo o Benfica por 5-0, respetivamente.
- Em 1996 o FC Porto venceu o Benfica por 6–0 (em agregado), na final mais desnivelada com a Supertaça disputada a duas mãos.
- Em 2013 o FC Porto tornou-se na única equipa a vencer cinco Supertaças de forma consecutiva.
- Em 2019 o Benfica venceu o Sporting por 5–0, na final em jogo único mais desnivelada da história.
- Em 2024 o FC Porto venceu o Sporting por 4–3, na final em jogo único com mais golos (7 no total) da história.

## Estatísticas

### Vitórias globais
Nas 47 edições da Supertaça disputadas até ao momento:
- O campeão nacional venceu 27 edições;
- O representante da Taça de Portugal venceu 20 edições:
  - O vencedor da Taça de Portugal venceu 15 edições;
  - O finalista vencido da Taça de Portugal venceu 5 edições.

### Vitórias em jogo único
Nas 26 edições da Supertaça disputadas em jogo único até ao momento:
- O campeão nacional venceu 18 edições;
- O representante da Taça de Portugal venceu 8 edições:
  - O vencedor da Taça de Portugal venceu 7 edições;
  - O finalista vencido da Taça de Portugal venceu 1 edição.

### Primeiros 30 anos
Antes da disputa da 31.ª edição da prova, em 2009, a Federação Portuguesa de Futebol divulgou algumas estatísticas das 30 primeiras edições. Destacam-se:
- Edição com mais golos: 1982 (10).
- Edições com menos golos: 2014 (0).
- Golos (equipas):
  - Mais golos marcados: Porto (59),
  - Mais golos sofridos: Porto (43),
  - Menos golos marcados: Belenenses, União de Leiria, Vitória de Setúbal e Rio Ave (0),
  - Menos golos sofridos: Vitória de Guimarães (2) ,
  - Maiores goleadas: Sporting-Braga (6-1, em 1982) e Benfica-Porto (0-5, em 1996).
- Jogador com mais troféus: João Pinto, Porto (8).
- Treinador com mais troféus: Artur Jorge, Porto (3).